# Unternehmensverfassung
Die Unternehmensverfassung ist die Gesamtheit aller konstitutiven und langfristig angelegten Regelungen für Unternehmen; insbesondere im Hinblick auf die innere Ordnung einer Unternehmung. Diese ist notwendig, damit die Unternehmung ihre Aktivitäten auf die Unternehmensziele ausrichten kann.
Die primär die Binnenordnung des Unternehmens beschreibende Unternehmensverfassung unterscheidet sich damit von der Corporate Governance, die sich eher mit Fragen der (rechtlichen und faktischen) Einbindung des Unternehmens in sein Umfeld befasst. Bei der CG liegt der Schwerpunkt auf großen börsennotierten (Aktien-)Gesellschaften, wohingegen das Konzept der Unternehmensverfassung auf alle Formen einer Unternehmung angewandt werden kann.
Die in der Unternehmensverfassung verankerten Regeln und Normen sind relativ frei vereinbar, und nur durch geltende rechtliche Rahmenbedingungen beschränkt, insbesondere das Gesellschaftsrecht und das Mitbestimmungsrecht.

## Inhalt einer Unternehmensverfassung
Die konkreten Inhalte der Unternehmensverfassung müssen für jedes Unternehmen individuell ausgearbeitet werden. Dennoch kann man allgemeine Sachverhalte festhalten:
- allgemeiner Unternehmenszweck (strategische Zielplanung)
- Unternehmensorgane und das Kompetenzsystem (Organisationseinheiten)
- Rechte und Pflichten der Mitglieder